# Las Parritas, Sonora
Las Parritas är en ort i Mexiko.   Den ligger i kommunen Huatabampo och delstaten Sonora, i den västra delen av landet, 1 400 km nordväst om huvudstaden Mexico City. Las Parritas ligger 5 meter över havet och antalet invånare är 193.
Terrängen runt Las Parritas är mycket platt. Runt Las Parritas är det ganska tätbefolkat, med 67 invånare per kvadratkilometer. Närmaste större samhälle är Huatabampo, 9,1 km öster om Las Parritas. Trakten runt Las Parritas består till största delen av jordbruksmark.